# 十三甲
十三甲，是臺灣臺南市仁德區的一個傳統地域名稱，位於該區中南部西側。相較於今日行政區，其範圍大致包括仁愛里南部不含其西北側邊界地帶、成功里西南半葉不含其西北部凸出部分的西北側及西南端。
本地區境內主要聚落為十三甲，設有臺南都會公園，園內有奇美博物館。

## 歷史
台灣日治初期，十三甲地區為一街庄，稱為「十三甲庄」（舊制街庄），隸屬於仁和里。該庄昔日北與鞍仔庄、牛稠仔庄為鄰，東北邊一小段與田厝庄為鄰，東邊及南邊東段為車路墘庄，南邊中至西段為大甲庄，西邊為灣裡庄、鹽埕庄。
1901年（日治明治三十四年）11月11日，全台廢縣廳改設二十廳，該庄隸屬於臺南廳。1904年（明治三十七年）3月31日，該庄編入「永仁區」，隸屬於臺南廳。1909年（明治四十二年）10月25日，全台合併二十廳為十二廳，永仁區仍隸屬於臺南廳。1920年（大正九年）10月1日，全台地方制度大改正，廢十二廳改設五州二廳，該庄改制為「十三甲」大字，隸屬於臺南州新豐郡永寧庄（新制街庄）。1940年（昭和十五年）10月1日，永寧庄廢庄，本地區改併入仁德庄
戰後仁德庄改制為仁德鄉，隸屬於臺南縣，大字亦改制為村。1950年（民國39年）10月25日，雲、嘉、南分治，仁德鄉仍隸屬於臺南縣。2010年（民國99年）12月25日，臺南縣、市合併為直轄臺南市，仁德鄉改制為仁德區，村亦改制為里。

## 聚落
本地區發展較早的聚落為十三甲、二甲（已消失），在日治初期的官方地圖上已有記載。

## 交通
台鐵縱貫線是台灣西部南北向鐵路幹線，經過本地區東北部，並在南側邊界外緣設有保安車站。該站屬三等站，僅停靠縱貫線及沙崙線區間車；由此可前往台鐵沿線各站。
省道台86線又稱「東西向快速公路－台南關廟線」，經過本地區東南部及西南端，並在省道台1線交會處設有台南交流道。由此可快速前往台86線沿線各地，或銜接國道1號、國道3號。
省道台1線又稱「縱貫公路」，是台北至楓港的傳統平面幹道，經過本地區十三甲聚落西側。由該道路北行可前往東區/南區、永康區、新市區、善化區地，南行可前往高雄市湖內區、路竹區、岡山區、橋頭區等地。
區道南352線是十三甲至龜洞的道路，其西側端點（起點）位於本地區東北部十三甲聚落西側的省道台1線路口。

## 景點
- 臺南都會公園
  - 奇美博物館
- 十三甲武德宮